# Związek gmin Schozach-Bottwartal
Związek gmin Schozach-Bottwartal – związek gmin (niem. Gemeindeverwaltungsverband) w Niemczech, w kraju związkowym Badenia-Wirtembergia, w rejencji Stuttgart, w regionie Heilbronn-Franken, w powiecie Heilbronn. Siedziba związku znajduje się w miejscowości Ilsfeld, przewodniczącym jego jest Thomas Knödler.
Związek zrzesza jedno miasto i trzy gminy wiejskie:
- Abstatt, 4 486 mieszkańców, 9,66 km²
- Beilstein, miasto, 6 063 mieszkańców, 25,25 km²
- Ilsfeld, 8 513 mieszkańców, 26,51 km²
- Untergruppenbach, 7 861 mieszkańców, 27,27 km²